# Bobin Jon Michael Eirth
Bobin Jon Michael Eirth (Ohio, 25 de març de 1973), també conegut com a B'eirth i B'ee, és un músic i luthier, cantant principal, intèrpret i compositor dels projectes de neofolk In Gowan Ring i Birch Book.

## Biografia
Es va criar en una família mormona en els Grans Llacs, fill de pare californià i mare canadenca, i ha viscut en diversos llocs al voltant del món com Salt Lake City, Leipzig i Praga. Un dels seus pseudònims, B'ee, prové de l'ofici del seu pare, apicultor.
Va formar el seu projecte musical In Gowan Ring a principis dels 90, tenint la primera actuació en 1991 en Provo, Utah. El nom de la banda prové de gowan, una paraula de l'anglès antic per a la margarida. Va publicar el primer àlbum en 1994, Love Charms, amb un prominent so de folk psicodèlic. En 2005, B'ee va començar un projecte paral·lel, Birch Book, amb un acostament més directe i personal a la música folk. Actualment, continua treballant i actuant per a tots dos projectes, publicant nova música cada lluna plena baix el nom de Moonlit Missives.
B'ee toca diferents instruments com la guitarra, la cítara, l'arpa i la flauta, alguns dels quals són dissenyats i construïts per ell mateix. Ha liderat altres projectes musicals, com a B'eirth's Pscikadilik Psyrkuz, Mary Throwing Stones, col·laborat amb el grup de folk alemany Faun en el disc en directe Faun & The Paguen Folk Festival - Live i amb la banda de neofolk marcial industrial Blood Axis, sota el nom de Witch-Hunt.

## Discografia
B'ee ha publicat els següents àlbums d'estudi a través dels seus diferents projectes musicals.

#### In Gowan Ring
- Love Charms – (World Serpent, 1994)
- The Twin Trees – (World Serpent, 1997)
- The Glinting Spade – (Bluesanct, 1999)
- Hazel Steps Through a Weathered Home – (Bluesanct, 2002)
- Visions of Shadows That Shine (2015)
- The Serpent and the Dove – (Els Disques du 7ème Ciel, 2015)

#### Birch Book
- Birch Book – (Lune Music, 2005)
- Fortune & Folly – (Helmet Room Recordings, 2006)
- A Hand Full Of Days – (Little Somebody Rècords, 2009)
- Tomorrow's Sun Will Rise The Same - (Birch Book Self-released, 2010)
- Heart Star Gift - (Lune Musick, 2021)